# Sacra Rituum Congregatio
Mit der Apostolischen Konstitution Sacra Rituum Congregatio vom 8. Mai 1969 ordnete Papst Paul VI. eine Umstrukturierung der Kongregationen an. Die Heilige Ritenkongregation wurde aufgelöst und die Kongregationen für den „Gottesdienst und die Sakramentenordnung“ und für die „Selig- und Heiligsprechung“ wurde neu geschaffen. Gleichzeitig legte er das Aufgabenspektrum und die personellen Zusammensetzungen dieser neuen Kongregationen fest. 